# Bodinho
Bodinho, właśc. Nílton Coelho da Costa (ur. 6 czerwca 1928 w Recife, zm. 22 września 2007 w Porto Alegre) – piłkarz brazylijski, występujący na pozycji napastnika.

## Kariera klubowa
Karierę piłkarską Bodinho rozpoczął w klubie Íbis Paulista w 1943 roku. W 1944 roku grał w Sampaio Corrêa São Luís, a w latach 1945–1949 we CR Flamengo, z którego przeszedł do Nacionalu Porto Alegre. W latach 1951–1958 grał w SC Internacional. Z Internacionalem czterokrotnie zdobył mistrzostwo stanu Rio Grande do Sul – Campeonato Gaúcho w 1951, 1952, 1953 i 1955 roku.

## Kariera reprezentacyjna
W reprezentacji Brazylii Bodinho zadebiutował 1 marca 1956 w wygranym 2-1 meczu z reprezentacją Chile podczas Mistrzostw Panamerykańskich, które Brazylia wygrała. Na turnieju w Meksyku wystąpił we wszystkich pięciu meczach z Chile, Peru, Meksykiem (dwie bramki w 17 i 76 min.), Kostaryką (bramka w 73 min.) i Argentyną.